# Жозімар
Жозімар (порт. Josimar, нар. 19 вересня 1961, Ріо-де-Жанейро) — бразильський футболіст, що грав на позиції правого захисника та півзахисника.
Виступав, зокрема, за «Ботафогу» та «Севілью», а також національну збірну Бразилії. Чвертьфіналіст чемпіонату світу 1986 року, член збірної всіх зірок за підсумками цього турніру; володар Кубка Америки 1989 року.

## Клубна кар'єра
Народився 19 вересня 1961 року в місті Ріо-де-Жанейро. Вихованець футбольної школи клубу «Ботафогу». Дорослу футбольну кар'єру розпочав 1981 року в основній команді того ж клубу, в якій провів сім сезонів, взявши участь у 94 матчах чемпіонату. На початку 1988 року потрапив до іспанської «Севільї», за яку до кінця сезону 1987/88 зіграв 13 ігор у Прімері, після чого повернувся на батьківщину.
Згодом грав у складі команд «Фламенго» і «Інтернасьйонал», але й у там його гра не склалася. За словами самого Жозімара, фатальним для нього став раптовий перехід від бідності до всесвітньої популярності: «Почалися білявки і закінчилися тренування». Крім цього, Жозімар почав вживати наркотики. Футболіст розтратив отримані гонорари та віддалився від сім'ї, продовжуючи виступати до 1997 року в клубах нижчих дивізіонів — «Нову-Амбургу», «Бангу», «Уберландія», «Сеара», «Фаст Клуб», а також грав а кордоном за болівійський «Хорхе Вільстерман» та венесуельський «Мінерос де Гуаяна».
Завершив ігрову кар'єру у команді третього бразильського дивізіону «Баре», за яку виступав протягом 1997 року.

## Виступи за збірні
У складі молодіжної збірної Бразилії брав участь у молодіжному чемпіонаті світу 1981 року в Австралії. Він провів на турнірі чотири матчі, вигравши з нею груповий етап, але зненацька поступившись у чвертьфіналі збірній Катару (2:3).
У 1986 році Жозімар був запрошений до складу національної збірної Бразилії для участі в чемпіонаті світу 1986 року у Мексиці. Місце у списку збірної він отримав у зв'язку з тим, що Леандро, основний правий захисник збірної, на чемпіонат світу їхати відмовився. В результаті турнір Жозімар розпочав як дублер Едсона і Навіть після того, як той отримав травму у другому матчі збірної на чемпіонаті, тренер випустив замість нього на поле не Жозімара, а півзахисника Фалькао. Жозімар вийшов на поле лише у третьому матчі групового турніру, коли Бразилія вже забезпечила собі вихід із групи, і таким чином дебютував у складі збірної. За словами самого гравця, він заявив тренеру Теле Сантані, що той, награючи півзахисника Алемана на позицію захисника, намагається загнати квадратну затичку в круглий отвір. У грі проти збірної Північної Ірландії дебютант-захисник відзначився голом на 42-й хвилині, вразивши верхній кут ворота суперника ударом з 23-метрової дистанції. Ще один м'яч він забив у наступному матчі збірної, в 1/8 фіналу проти Польщі (4:0), обвівши трьох гравців супротивника і пробивши у ворота повз воротаря. У чвертьфіналі проти французів Жозімар також взяв участь, але його команда програла в серії пенальті, тим не менш захисник підсумками турніру він був включений до символічної збірної чемпіонату світу.
Наступного року Жозімар поїхав з командою на Кубок Америки 1987 року в Аргентині, де також як основний гравець зіграв у обох матчах групового етапу, але його збірна сенсаційно не вийшла з групи. Того ж року Жозімар виграв з командою товариський Кубок Роуза, теж зігравши у обох матчах. Згодом захисник поїхав і на домашній Кубок Америки 1989 року, здобувши того року титул континентального чемпіона. Втім цього разу він вже не був основним гравцем і на поле вийшов лише один раз: в останній грі турніру проти Уругваю (1:0) він вийшов на заміну на 86-й хвилині. Цей матч став останнім для Жозімара у формі збірної, за яку він загалом провів 16 матчів, забивши 2 голи.

## Подальше життя
Як згадував Жозімар, його ігрова кар'єра досягла дна, коли він погодився грати у ветеранському турнірі (у складі клубу «Сан-Раймунд» він став чемпіоном штату Рорайма). Там його помітив колишній партнер по збірній Жоржиньйо, який взяв Жозімара на роботу до своєї футбольної школи на околиці Ріо-де-Жанейро. У 2013 році він був призначений менеджером клубу «Нореесте» (Бауру), який виступав у третьому дивізіоні чемпіонату штату Сан-Паулу.
У 2014 році колишній гравець збірної Бразилії погодився вести репортажі з чемпіонату світу у себе на батьківщині для норвезького телебачення.

## Особисте життя
Має шістьох дітей. Один із його синів, Жозімар Жуніор, як і батько став футболістом і розпочав свою ігрову кар'єру в «Ботафого».

## Досягнення
- Переможець Кубка Америки: 1989
- Володар Кубка Роуза: 1987
- Чемпіон штату Ріо-де-Жанейро: 1989
- Чемпіон штату Сеара: 1992

### Індивідуальні
- У символічний збірній чемпіонату світу: 1986
- У символічний збірній Південної Америки: 1986, 1987[6]